# Campeonato Mundial de Atletismo de 2009 - 10000 m feminino
A prova dos 10000 metros feminino do Campeonato Mundial de Atletismo de 2009 ocorreu no dia 15 de agosto no Olympiastadion, em Berlim.

## Recordes
Antes desta competição, os recordes mundiais e do campeonato nesta prova eram os seguintes:
| Tipo                  | Atleta        | Tempo    | Local  | Data                  | Ref |
| --------------------- | ------------- | -------- | ------ | --------------------- | --- |
|                       | Wang Junxia   | 29:31.78 | Pequim | 8 de setembro de 1993 | ver |
| Recorde do campeonato | Berhane Adere | 30:04.18 | Paris  | 23 de agosto de 2003  | ver |

## Medalhistas
| Ouro              | Prata                  | Bronze            |
| Linet Masai (KEN) | Meselech Melkamu (ETH) | Wude Ayalew (ETH) |

## Resultados

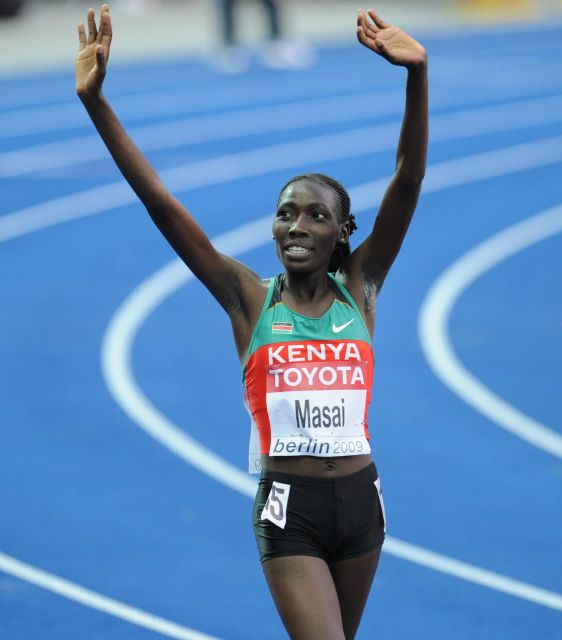
Linet Chepkwemoi Masai, campeã mundial dos 10000m.

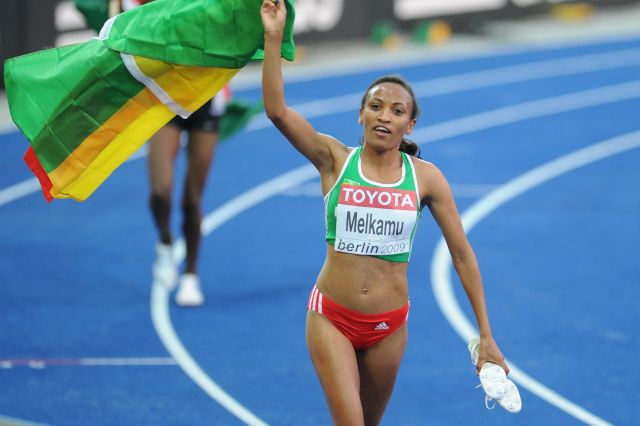
Meselech Melkamu, medalhista de prata.

Estes são os resultados da prova:
| Pos.              | Atleta                      | Tempo    | Notas                |
| ----------------- | --------------------------- | -------- | -------------------- |
| Medalha de ouro   | KEN Linet Masai             | 30:51.24 | Recorde da temporada |
| Medalha de prata  | ETH Meselech Melkamu        | 30:51.34 |                      |
| Medalha de bronze | ETH Wude Ayalew             | 30:51.95 |                      |
| 4                 | KEN Grace Kwamboka Momanyi  | 30:52.25 | Recorde pessoal      |
| 5                 | ETH Meseret Defar           | 30:52.37 |                      |
| 6                 | USA Amy Yoder Begley        | 31:13.78 | Recorde pessoal      |
| 7                 | JPN Yurika Nakamura         | 31:14.39 | Recorde pessoal      |
| 8                 | NZL Kimberley Smith         | 31:21.42 | Recorde da temporada |
| 9                 | JPN Kayoko Fukushi          | 31:23.49 | Recorde da temporada |
| 10                | POR Inês Monteiro           | 31:25.67 | Recorde pessoal      |
| 11                | RUS Mariya Konovalova       | 31:26.94 |                      |
| 12                | KEN Florence Jebet Kiplagat | 31:30.85 |                      |
| 13                | POR Ana Dulce Félix         | 31:30.90 | Recorde pessoal      |
| 14                | USA Shalane Flanagan        | 31:32.19 |                      |
| 15                | RUS Kseniya Agafonova       | 31:43.14 |                      |
| 16                | POR Ana Dias                | 31:49.91 |                      |
| 17                | USA Katie McGregor          | 32:18.49 |                      |
| 18                | CHN Zhang Yingying          | 32:33.63 | Recorde da temporada |
| 19                | RUS Liliya Shobukhova       | 32:42.36 |                      |
| 20                | JPN Yukari Sahaku           | 33:41.17 |                      |
|                   | TUR Elvan Abeylegesse       | DNF      |                      |
|                   | SRB Olivera Jevtić          | DNS      |                      |

Legenda
| Recorde mundial       | Recorde mundial (World record)               |                       | Recorde africano                      | Recorde africano (African) |                                           | Q | Classificado por posição (Qualified) |
| Recorde do campeonato | Recorde do campeonato (Championship record)  | Recorde da América    | Recorde da América (Americas)         | q                          | Classificado por melhor tempo (Qualified) |   |                                      |
| Melhor marca do ano   | Melhor marca do ano (World leading)          | Recorde asiático      | Recorde asiático (Asian)              | DNS                        | Não largou (Did not start)                |   |                                      |
| Recorde nacional      | Recorde nacional (National record)           | Recorde europeu       | Recorde europeu (European)            | DNF                        | Não terminou (Did not finish)             |   |                                      |
| Recorde pessoal       | Recorde pessoal do atleta (Personal best)    | Recorde da Oceania    | Recorde da Oceania (Oceania)          | DSQ / DQ                   | Desclassificado (Disqualified)            |   |                                      |
| Recorde da temporada  | Recorde da temporada do atleta (Season best) | Recorde sul-americano | Recorde sul-americano (South America) | NM                         | Sem marca (No mark)                       |   |                                      |